# Asphondylia garryae
Asphondylia garryae är en tvåvingeart som beskrevs av Ephraim Porter Felt 1912. Asphondylia garryae ingår i släktet Asphondylia och familjen gallmyggor. Inga underarter finns listade i Catalogue of Life.